# Dipartimento di Catán Lil
Catán Lil è un dipartimento argentino, situato nella parte centrale della provincia di Neuquén, con capoluogo Las Coloradas.
Da nord ad ovest, in senso orario, esso confina con i dipartimenti di Picunches, Zapala, Picún Leufú, Collón Curá, Huiliches e Aluminé.
Secondo il censimento del 2001, su un territorio di 5.490 km², la popolazione ammontava a 2.469 abitanti, con un aumento demografico del 2,53% rispetto al censimento del 1991.
Il dipartimento, nel 2001, è suddiviso in 1 comune (municipalidad) e 1 comisión de fomento:
- Las Coloradas (comune di terza categoria)
- Pilo Lil.